# Rudrasimha III
Rudrasimha III est le dernier souverain des Satrapes occidentaux en Inde, au cours du IVe siècle.

## Dans leNatya-Darpana
Un fragment de l'ouvrage en sanscrit Natya-darpana mentionne que le roi gupta Ramagupta, le frère aîné de Chandragupta II, décida d'étendre son royaume en attaquant les satrapes occidentaux du Gujarat. La campagne tourna mal et l'armée de Gupta fut prise au piège. Le roi saka, Rudrasimha III, exigea que Ramagupta remît sa femme Dhruvadevi en échange de la paix. Pour éviter l'ignominie, les Guptas décidèrent d'envoyer Madhavasena, courtisane et bien-aimée de Chandragupta, déguisée en reine. Cependant, Chandragupta changea de plan et se rendit lui-même au roi saka déguisé en reine. Il tua ensuite Rudrasimha et plus tard son propre frère, Ramagupta. Dhruvadevi fut alors mariée à Chandragupta.
Les satrapes occidentaux furent finalement conquis par l'empereur Chandragupta II. Cet événement mit fin à la domination des Sakas sur le sous-continent indien. Des inscriptions du roi victorieux Gupta Chandragupta II de l'an 412-423 peuvent être trouvées sur la balustrade près de la porte orientale du Grand Stūpa à Sanchi.